# Omoda

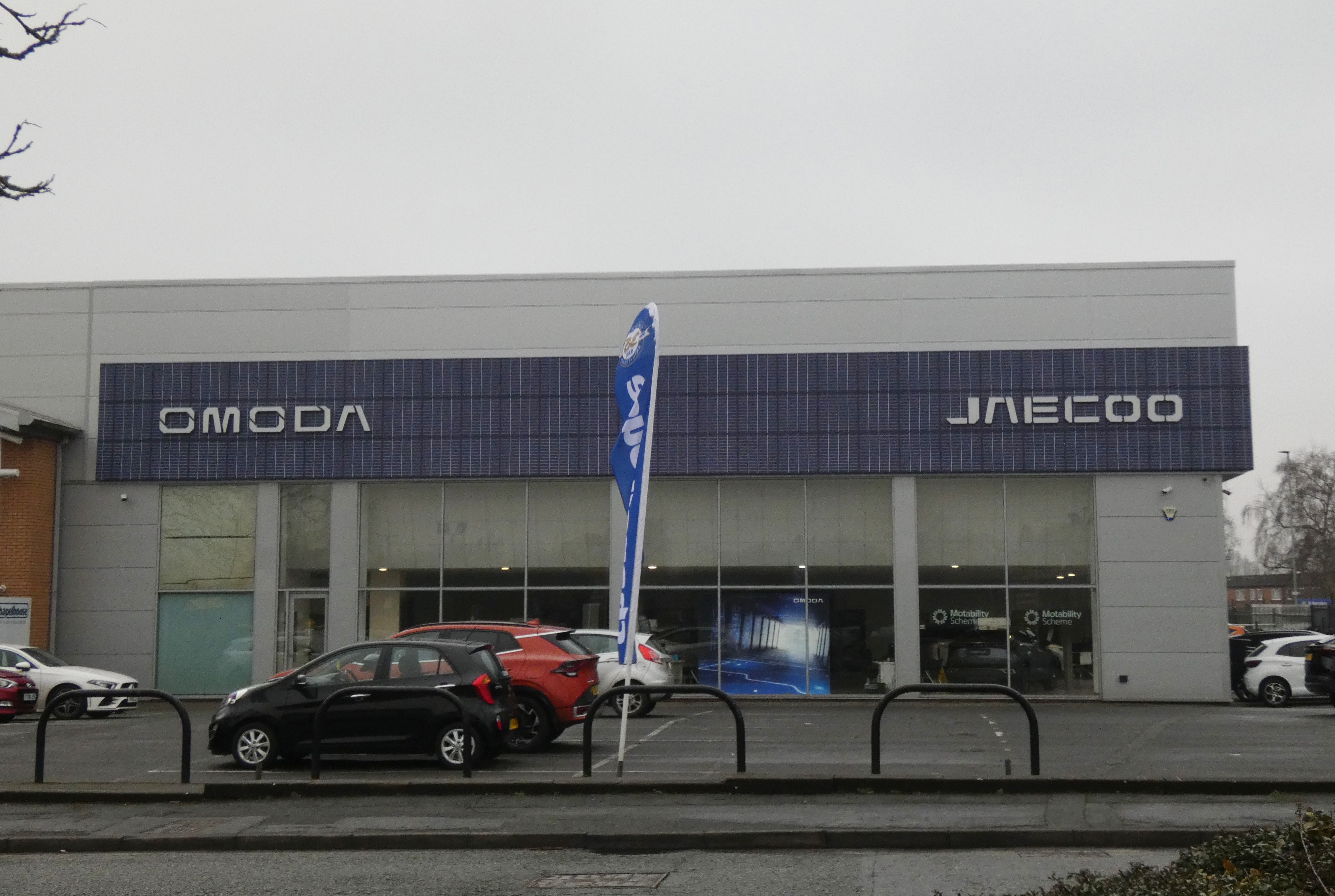
Omoda- und Jaecoo-Händler im britischen Warrington

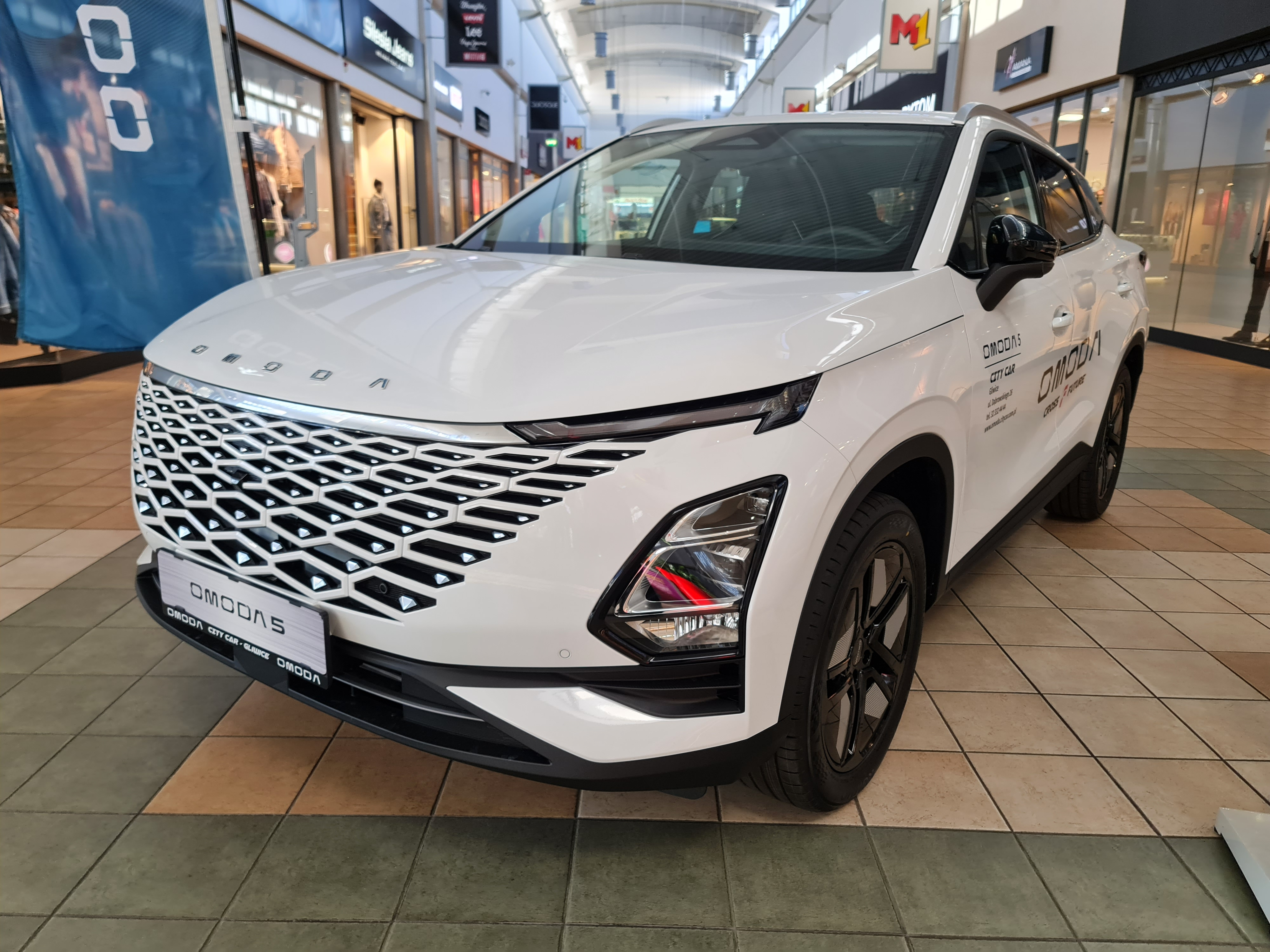
Omoda 5

Omoda ist eine Marke des chinesischen Fahrzeugherstellers Chery Automobile, die seit 2022 verwendet wird.

## Beschreibung
Das SUV Chery Omoda 5 wurde im November 2021 auf der Guangzhou Auto Show vorgestellt und kam im Juli 2022 auf dem chinesischen Markt unter der Marke Chery in den Handel. Auf Exportmärkten wird dieses Fahrzeug seit November 2022 unter der eigenständigen Marke Omoda als Omoda C5 oder Omoda 5 vermarktet. In Europa teilt sich Omoda gemeinsam mit Jaecoo die Ausstellungsräume. Hier wurde die Marke zunächst 2024 in Spanien, Italien, Polen und Großbritannien eingeführt. Der deutsche Markt soll im Oktober 2025 folgen.

## Produkte
- Omoda 5 (seit 2022)
- Omoda S5 (seit 2023)
- Omoda 3 (seit 2024)
- Omoda 9 (seit 2024)
- Omoda 7 (seit 2025)